# Svend Gehrs
Svend Gehrs (født 24. maj 1940 i København) er en dansk sportsjournalist.

## Karriere
Gehrs var journalistelev ved Bornholms Tidende og kom som nyuddannet i 1963 til Ekstra Bladet. I 1968 blev han ansat i DR, hvor han to år senere var med til at dække VM i fodbold. Det blev starten på en årelang karriere som fodboldkommentator, der fortsatte, da han i 1997 kom til den nyetablerede sportskanal TVS. Da kanalen lukkede i 1998 blev han ansat ved TV3. Her var han ansat til 2005, hvor han gik på pension og stoppede med at kommentere kampe i landshold- og Superliga-regi, men han laver stadig nogle mindre Champions League-opgaver for Viasat (TV3+). 
Udover at være fodboldkommentator har Svend Gehrs skrevet flere bøger om fodbold, ligesom han har medvirket i tre spillefilm og har lagt stemme til sportskommentatoren i tegnefilmen Lille kylling (2005)

## Privatliv
Svend Gehrs har været gift to gange; i 1962 med Conni Hansen og i 1975 med Kirsten Ibjerg-Hansen.[kilde mangler]

## Filmografi
- Alt på et bræt (1977)
- Skytten (1977)
- Let's get lost (1997)